# ヴァレリー・セルジュコフ
ヴァレリー・パーヴロヴィチ・セルジュコフ（ロシア語: Валерий Павлович Сердюкóв、Valerii Pavlovich Serdyukov 、1945年11月9日- ）は、ロシアの政治家。元レニングラード州知事（1999年 - 2012年）。
1999年レニングラード州知事に就任し、2003年に再選された。ウラジーミル・プーチン大統領の中央集権策によって、地方政府の首長は任命制になったが、2007年プーチンによって再度、知事に任命された。
趣味はチェス。夫人との間に二人の子がおり、三人の孫がいる。